# Lipaugus weberi
El arrierito antioqueño, guardabosques antioqueño o piha antioqueña (Lipaugus weberi), es una especie de ave paseriforme de la familia Cotingidae perteneciente al género Lipaugus. Es endémico de Colombia y se encuentra críticamente amenazada de extinción. 

## Distribución y hábitat
Se ha encontrado únicamente en los bosques del norte y noreste de la Cordillera Central de los Andes (al este del valle Nechí en Antioquia). Inicialmente conocida en apenas cinco sitios en la región, es ahora registrada en 16 localidades, en los municipios de Anorí y Amalfi.
Esta especie es considerada rara y muy local en su hábitat natural, el estrato medio y el subdosel de bosques montanos entre los 1500 y 1800 m de altitud.

## Descripción
El cuerpo del macho mide en promedio 24,8 cm de longitud y el de la hembra 23,9 cm; la cola del macho 10,4 cm y la de la hembra 10,7 cm; la envergadura de las alas, 13,1 cm en el macho y 12,5 cm en la hembra, todo lo cual pone de presente un dimorfismo sexual, en el que son un poco mayores la cola de la hembra y las alas y el cuerpo del macho. El plumaje es gris obscuro uniforme, pero presenta una corona con plumas color castaño que al prolongarse hasta arriba de la nuca resulta en una capa marrón óxido. Su anillo ocular es amarillo. Hacia cola al final de la espalda se presentan tonos marrón oliváceo. La cola es de un color marrón grisáceo. El vientre luce gris plateado y bajo la cola las plumas son color canela. Las patas son grises y por debajo amarillas. Pesa alrededor de 72 g.

## Estado de conservación
El arrierito antioqueño ha sido calificada como críticamente amenazado de extinción por la Unión Internacional para la Conservación de la Naturaleza (IUCN) en 2018, debido a que su muy pequeña población total, estimada con entre 50 y 250 individuos maduros, se sospecha estar decayendo moderadamente. Está confinada a un área de selva de solamente 800 km² y este hábitat está sujeto a rápida deforestación y fragmentación, lo que haría declinar la población en 30% en 10 años.

## Comportamiento
Prefieren estar solitarios aunque a veces se les encuentra en pareja o buscando alimento en bandas que incluyen individuos de otras especies.

### Alimentación
Se alimentan principalmente de bayas, por ejemplo de Myrsine coriacea. Ocasionalmente se alimentan también de invertebrados.

## Sistemática

### Descripción original
La especie L. weberi fue descrita por primera vez por los ornitólogos Andrés M. Cuervo, Paul G.W. Salaman, Thomas M. Donegan & José M. Ochoa en 2001 bajo el mismo nombre científico; la localidad tipo es «Reserva La Forzosa, Vereda Roble Arriba, cerca de 10 km suroeste de la ciudad de Anorí, Departamento de Antioquia, Colombia (6°59'58.3"N;
75°08'33.5"O; 1550 m)». El holotipo, un macho adulto, recolectado el 27 de agosto de 1999, se encuentra depositado en la colección ornitológica del Instituto de Ciencias Naturales, Museo de Historia Natural (ICN-MHN) de la Universidad Nacional de Colombia, bajo el número  ICNMHN 33412.

### Etimología
El nombre genérico masculino «Lipaugus» deriva del griego «λιπαυγης lipaugēs» que significa ‘oscuro’, ‘abandonado por la luz’; y el nombre de la especie «weberi», conmemora al ornitólogo y conservacionista colombiano Walter H. Weber.

### Taxonomía
Probablemente sea pariente cercana a Lipaugus fuscocinereus. Es monotípica.